# Národní park Nagarhole

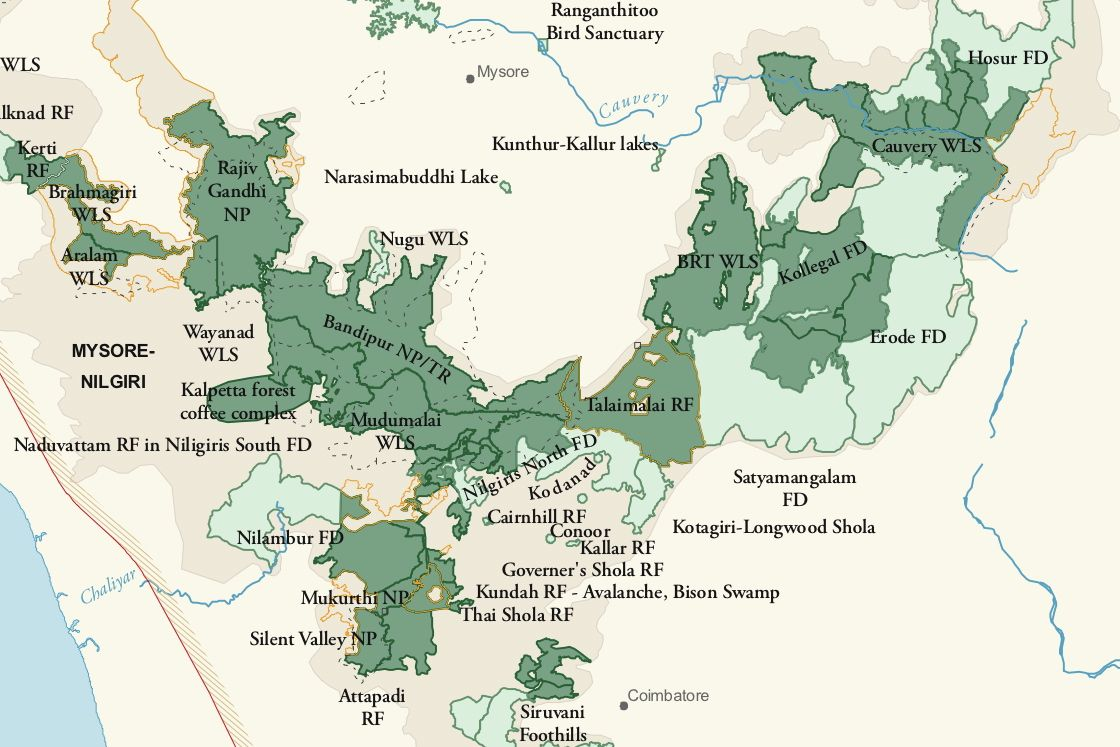
Mapa Biosférické rezervace Nilgiri, ukazující NP Nagarhole spolu se sousedními chráněnými oblastmi

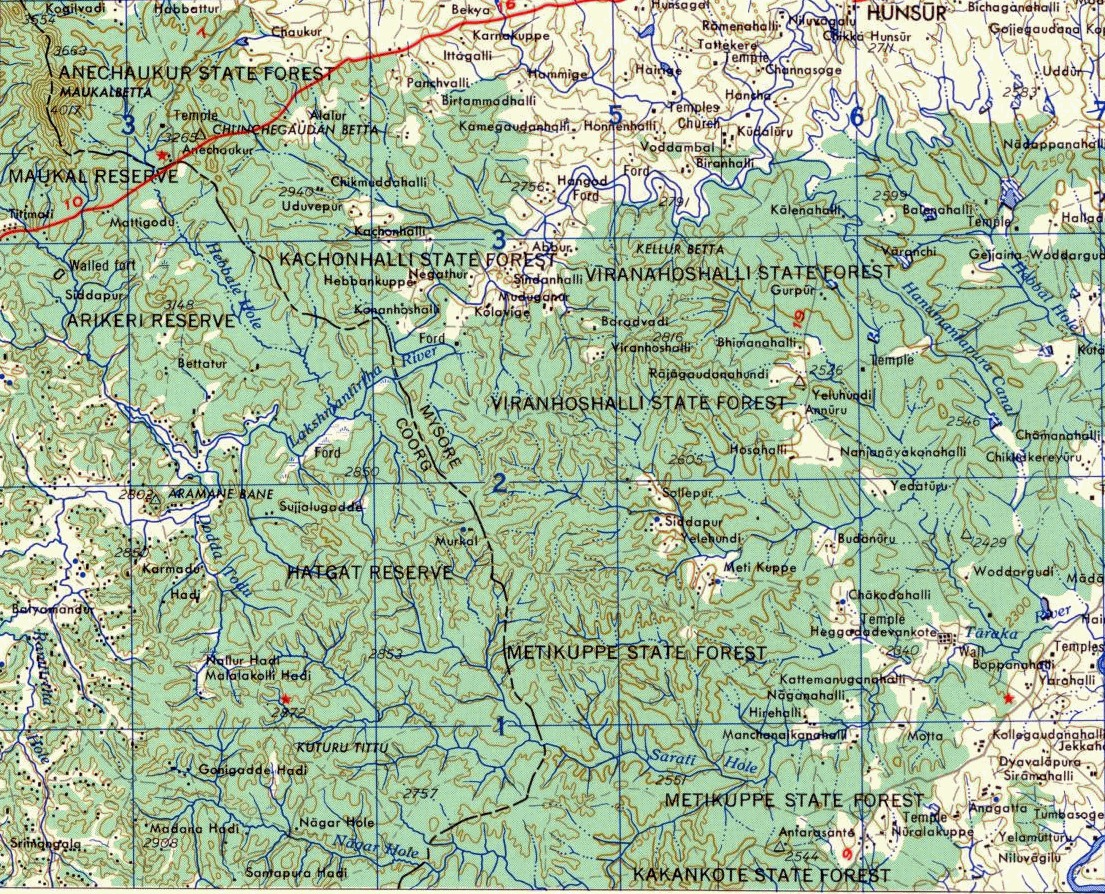
Topografická mapa oblasti

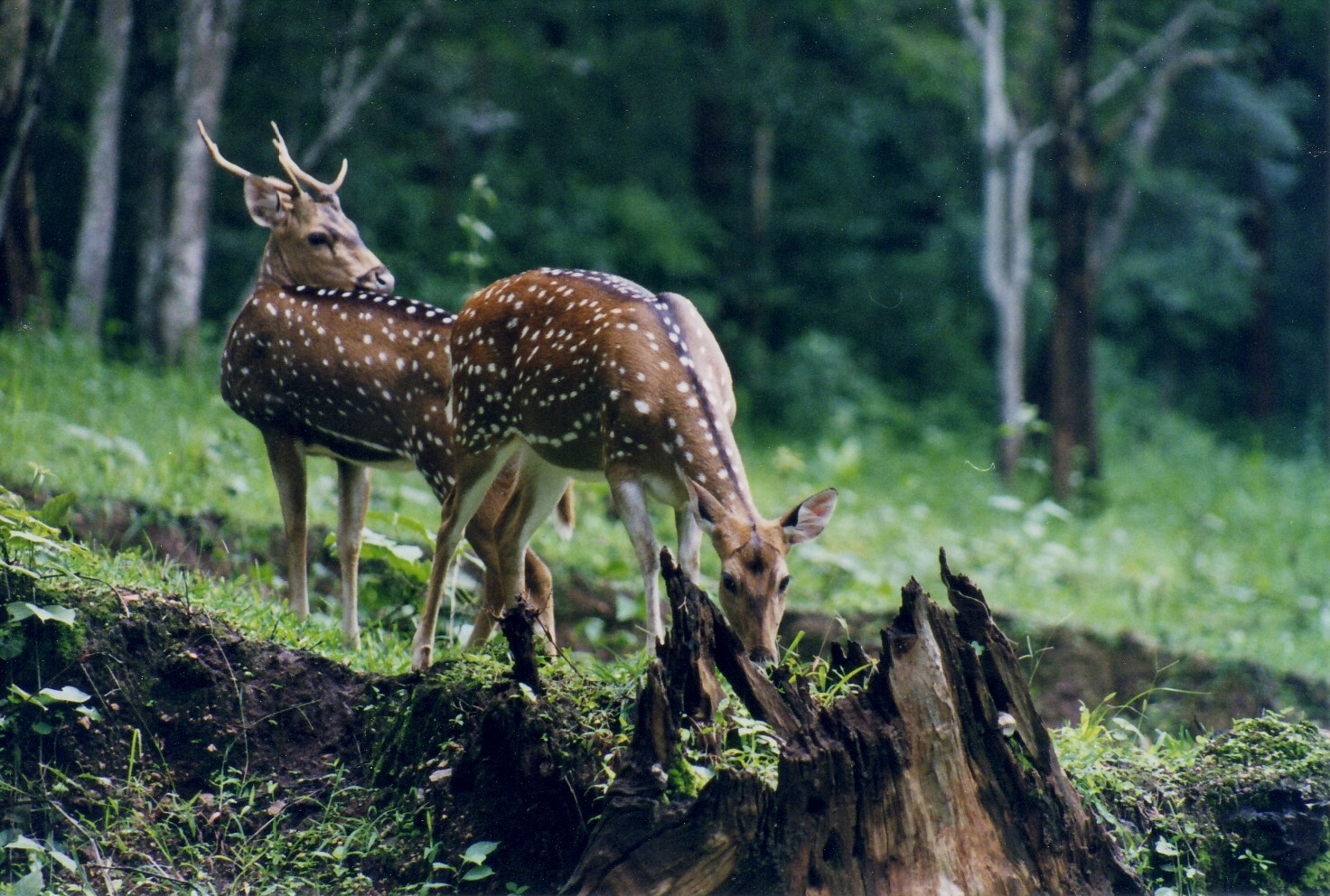
Axis indický v NP Nagarhole

Národní park Nagarhole (kannadsky: ನಾಗರಹೊಳೆ ರಾಷ್ಟೀಯ ಉದ್ಯಾನವನ, anglicky: Nagarhole National Park), též známý jako "Národní park Rádžíva Gándhího", je národní park v okresech Kodagu a Mysore ve státě Karnátaka v jižní Indii.
Tento park byl v roce 1999 jako 37. chráněná oblast zařazen do "Projektu tygr" na ochranu tygra indického. Je součástí rozsáhlé Biosférické rezervace Nilgiri v jižní části Západního Ghátu. Celá oblast o rozloze kolem 6000 km² (včetně celého Národního parku Nagarhole) je kandidátem na zařazení do seznamu Světového dědictví UNESCO. Park je hustě zalesněný, jsou zde potůčky, kopce, údolí a vodopády. Park poskytuje dostatek kořisti pro tygry indické, žijí zde gauři a sloni.

## Poloha
Park se rozkládá na úpatí na úpatí Západního Ghátu a táhne se skrz Brahmagiri Hills na jih směrem k hranicím s Kéralou. Plocha parku činí 643 km². Od sousedního Národního parku Bandipur na jihovýchodě je oddělen přehradní nádrží Kabini. Nadmořská výška parku se pohybuje od 687 m do 960 m. Park je vzdálen něco přes 50 km od města Maisúr.
Spolu se sousedními chráněnými oblastmi Národní park Bandipur (870 km²), Národní park Mudumalai (320 km²) a Wayanad Wildlife Sanctuary (344 km²), tvoří největší souvislý chráněný přírodní komplex v jižní Indii o celkové rozloze 2183 km².

## Historie
Park odvozuje svůj název od kannadských slov nagar, což znamená had, a hole, čímž jsou míněny rychle proudící říčky, potůčky, bystřiny. Park byl exkluzivním lovištěm vládců bývalého Maisúrského království. V roce 1955 zde byla vyhlášena přírodní rezervace, jejíž rozloha byla později rozšířena na dnešních 643,4 km². Status národního parku získala oblast v roce 1988. V roce 1999 byl park vyhlášen tygří rezervací.

## Vodstvo
V parku průměrně naprší 1440 mm srážek ročně. Mezi zdejší vodní zdroje patří řeky Lakshmmantirtha a Kabini, říčky Sarati Hole, Nagar Hole, Balle Halla, čtyři stálé a 47 sezónních potoků, čtyři malá trvalá jezera, 41 umělých nádrží, několik močálů, a přehradní nádrže Taraka a Kabini.

## Flóra
Porost zde tvoří především vlhké smíšené opadavé lesy s teakem (Tectona grandis) a dalbergií Dalbergia latifolia. Směrem na východ postupně přecházejí v suché opadavé lesy s wrightií Wrightia tinctoria a trnitými akáciemi (Acacia spp.). V parku se také nalézá několik podhorských údolí s bažinatými lesy tvořenými několika druhy hřebíčkovců (Syzygium spp.).
Mezi hospodářsky významné stromy patří kromě výše zmíněného teaku a dalbergie také různé druhy santalu (Santalum spp.) a grevilea Grevillea robusta. Mezi stromy suchého listnatého lesa patří vrcholák Terminalia tomentosa, pukol Lagerstroemia lanceolata, křídlok Pterocarpus marsupium, grevie Grewia tilaefolia, dalbergie a Anogeissus latifolia. Z dalších stromů, které zde rostou, uveďme například druhy Lagerstroemia microcarpa, Haldina cordifolia (dřevina z čeledi mořenovitých), stromovitou slézovitou rostlinu Bombax malabaricum, mýdelníkovitou dřevinu Schleichera trijuga a některé druhy fíkovníků (Ficus spp.).
Z druhů tvořících podrost zde rostou např. Kydia calycina, smuteň Phyllanthus emblica, Gmelina arborea, keře z rodů lilek (Solanum), stužkovec (Desmodium) a Helicteres. Také se zde vyskytují některé invazivní druhy, jako libora měnivá (Lantana camara) či sadce (Eupatorium spp.).
Také zde najdeme některé velmi nápadné dřeviny, jako je kasie obecná (Cassia fistula), Butea monosperma ("lesní plamen" či "papouščí strom") nebo bambus Dendrocalamus strictus.

## Fauna

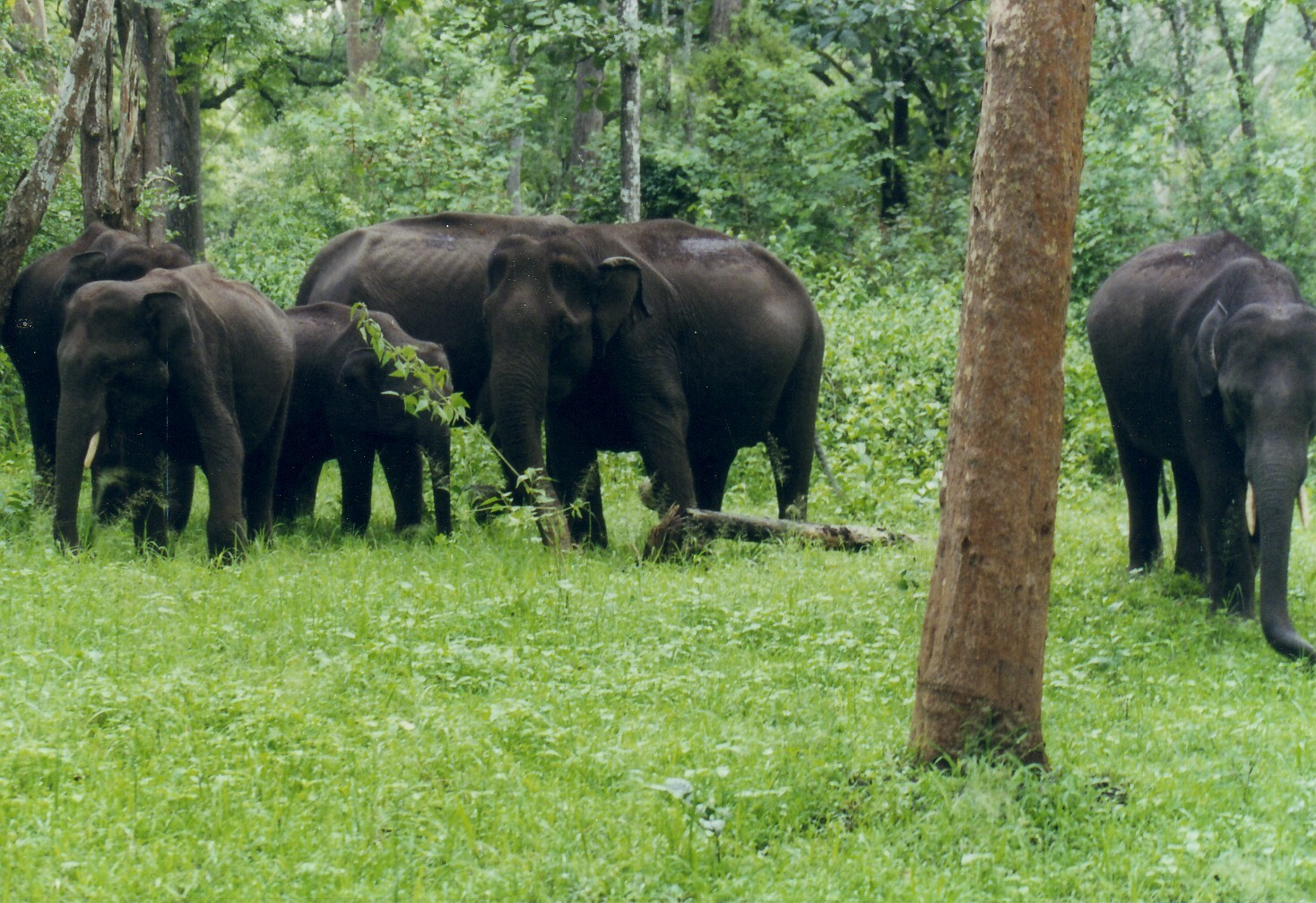
Skupina slonů

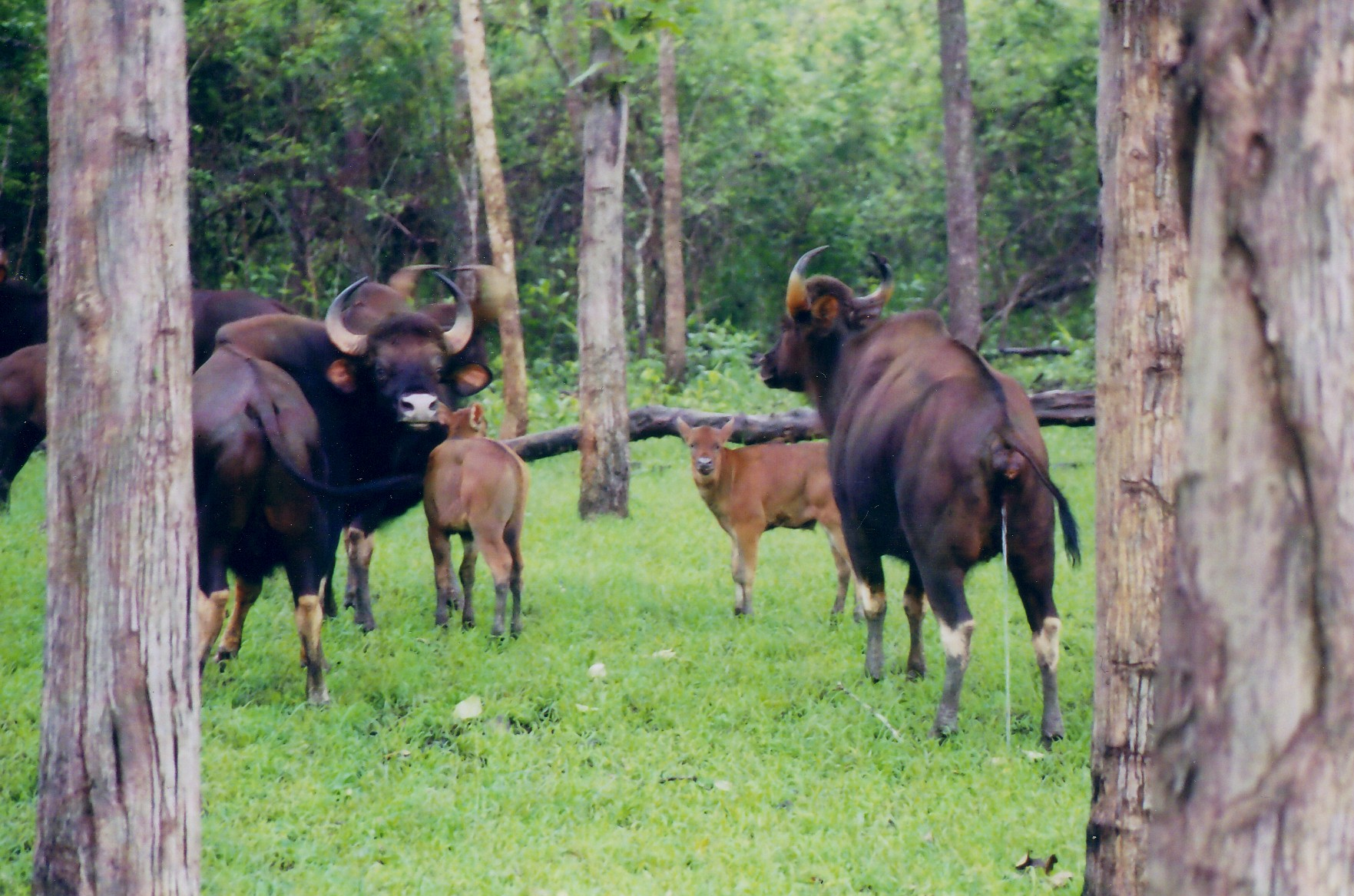
Stádo gaurů

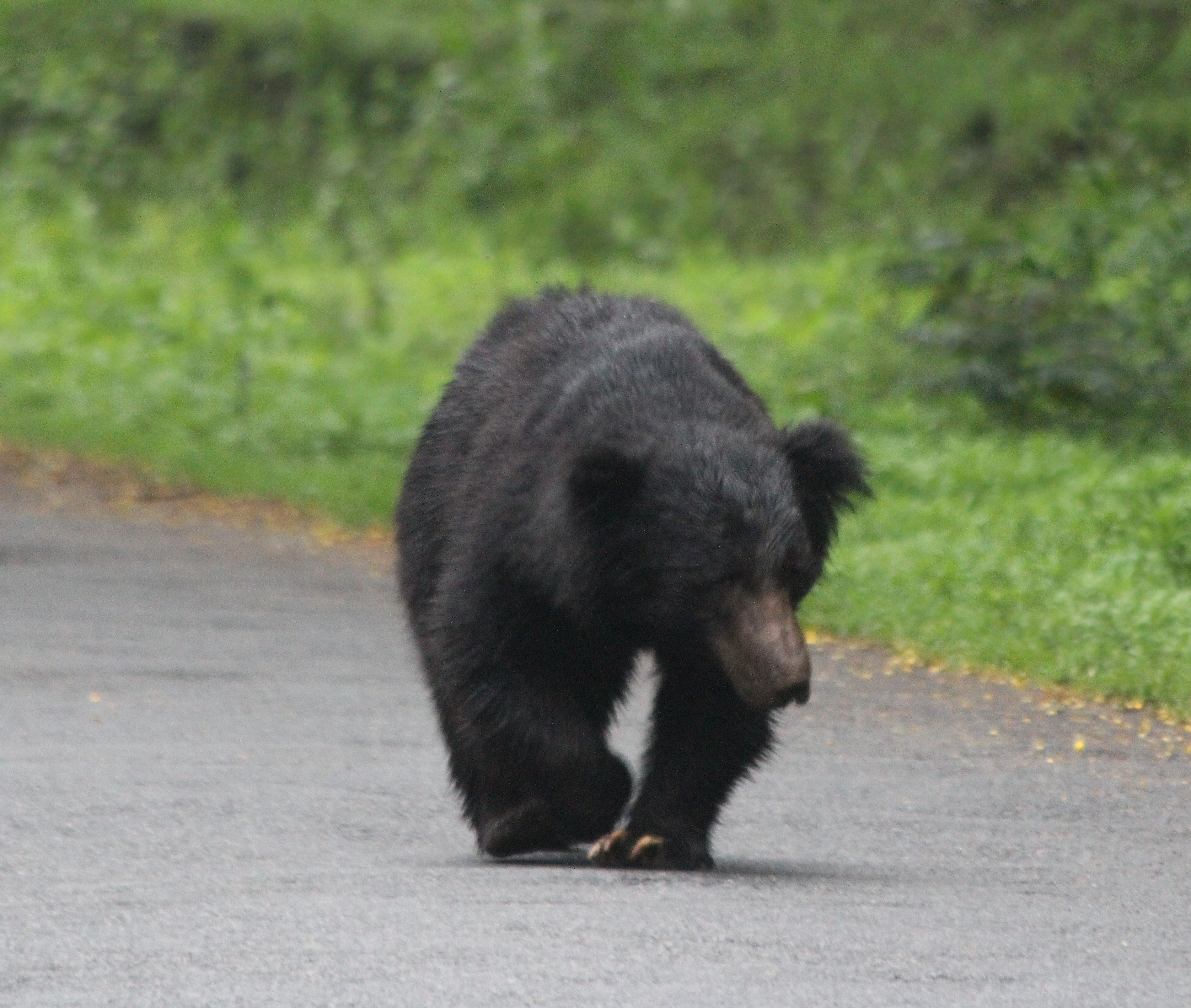
Medvěd pyskatý

Park chrání divokou přírodu Karnátaky.
Savci
Z velkých dominantních savců se zde nachází především tygr indický (Panthera tigris tigris), gaur (Bos gaurus) a slon indický (Elephas maximus), všichni v hojném množství. Studie provedená odborníkem z Wildlife Conservation Society ukázala, že v lesích Nagarhole tři hlavní druhy dravců, tj. tygři, levharti (Panthera pardus) a dhoulové (Cuon alpinus) okupují přibližně stejná území.
V parku v hojném počtu žijí i další šelmy, šakal obecný (Canis aureus), promyka mungo (Herpestes edwardsi), medvěd pyskatý (Melursus ursinus) či hyena žíhaná (Hyaena hyaena). Z kopytnatců se zde vyskytují např. axis indický (Axis axis), sambar (Rusa unicolor), muntžak (Muntiacus sp.), antilopa čtyřrohá (Tetracerus quadricornis) či prase divoké (Sus scrofa).
Mezi vzácnější druhy patří oviječ skvrnitý (Paradoxurus hermaphroditus), promyka krátkoocasá (Herpestes brachyurus), promyka pruhovaná (Herpestes vitticollis), zajíc černotýlý (Lepus nigricollis), kančilové (Tragulidae), luskoun tlustoocasý (Manis crassicaudata), poletucha velká (Petaurista petaurista), dikobraz srstnatonosý (Hystrix indica) a poletucha tmavoocasá (Petaurista philippensis).
Ptáci
V parku žije více než 270 druhů ptáků, včetně kriticky ohroženého supa bengálského (Gyps bengalensis). Z dalších zranitelných druhů tu žijí například marabu indomalajský (Leptoptilos javanicus), orel volavý (Aquila clanga) a holub nilgirský (Columba elphinstonii).
Z dalších vzácných druhů se zde vyskytují například anhinga rezavá (Anhinga melanogaster), ibis černohlavý (Threskiornis melanocephalus), orel šedohlavý (Ichthyophaga ichthyaetus) a sup holohlavý (Sarcogyps calvus). Endemity jihozápadní Indie jsou alexander šedý (Psittacula columboides), zoborožec indický (Ocyceros griseus) a straka jižní (Dendrocitta leucogastra).
Nalezneme zde 7 z 15 druhů ptáků žijících pouze v tropickém vlhkém lese indického subkontinentu a 21 z 59 druhů ptáků žijících pouze v indo-malajských tropických suchých oblastech. Jde například o vousáka zeleného (Megalaima viridis), křivozobku indickou (Pomatorhinus horsfieldii) a modravce malbarského (Myophonus horsfieldii).
K ptákům obyčejně se zdržujícím v sušších oblastech patří křepelka pestrá (Perdicula erythrorhyncha), kukačka indická (Phaenicophaeus leschenaultii), prinie okrovobřichá (Prinia socialis), skalník indický (Saxicoloides fulicata), páv korunkatý (Pavo cristatus) a holub fialovoramenný (Treron phoenicoptera).
Plazi
Z plazů se zde běžně vyskytují bičovka nosatá (Ahaetulla nasutus), užovka Lycodon aulicus, ptyas velkooký (Ptyas mucosa), chřestýšovec bambusový (Trimeresurus gramineus), zmije řetízková (Daboia russellii), bungar modravý (Bungarus caeruleus), krajta tygrovitá (Python molurus) či varan bengálský (Varanus bengalensis). Z obojživelníků jmenujme alespoň ropuchu jihoasijskou (Bufo melanostictus).
Hmyz
V parku byly prováděny odborníky z Ashoka Trust for Research in Ecology and the Environment, Bangalore rozsáhle studie biodiverzity zdejšího hmyzu. Bylo zde například nalezeno více než 96 druhů vrubounovitých brouků a 60 druhů mravenců. Mezi neobvyklé druhy mraenců zde žijících patří například druh Harpegnathos saltator, jehož zástupci jsou schopni vyskočit až metr vysoko.
Další druh mravence Tetraponera rufonigra je užitečný jako ukazatel zdraví lesů, neboť tyto mravenci se živí termity a jsou hojní na místech, kde je mnoho mrtvých stromů. Mezi vrubounovité brouky patří Onthophagus dama, největší indický brouk, Heliocopris dominus který se množí pouze v trusu slonů a Onthophagus Pactolus, velmi vzácný brouk.

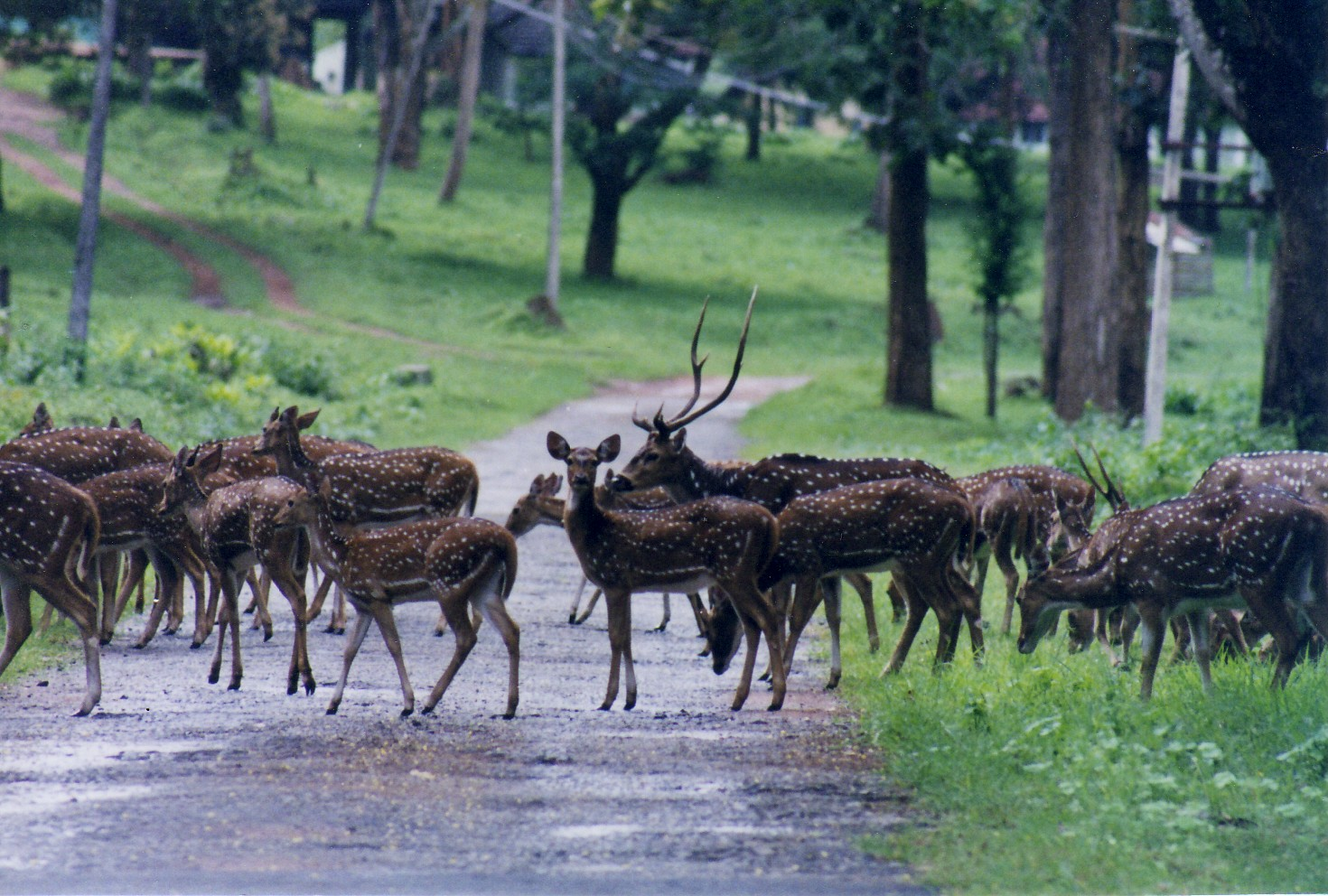
Stádečko axisů indických
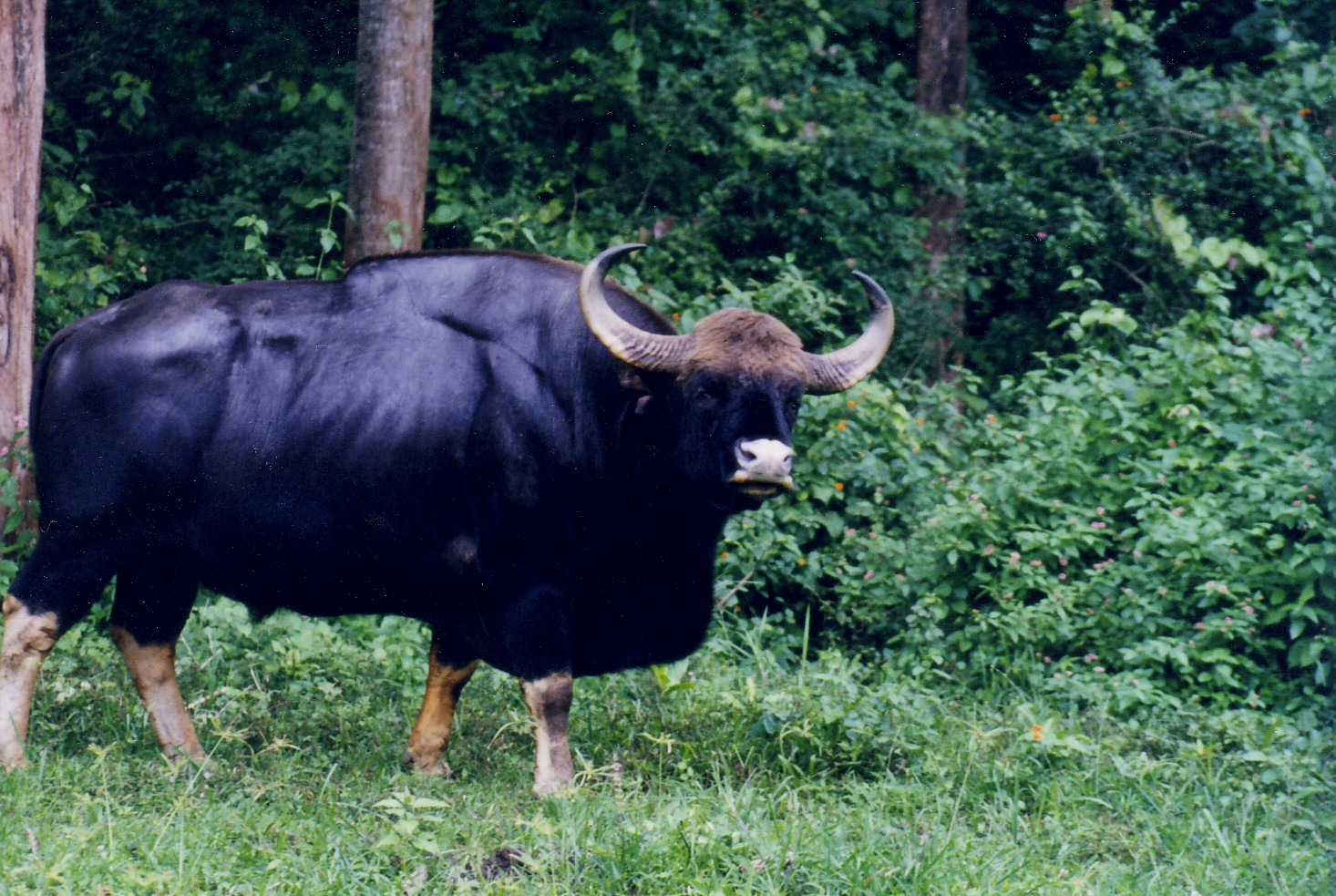
Samec gaura
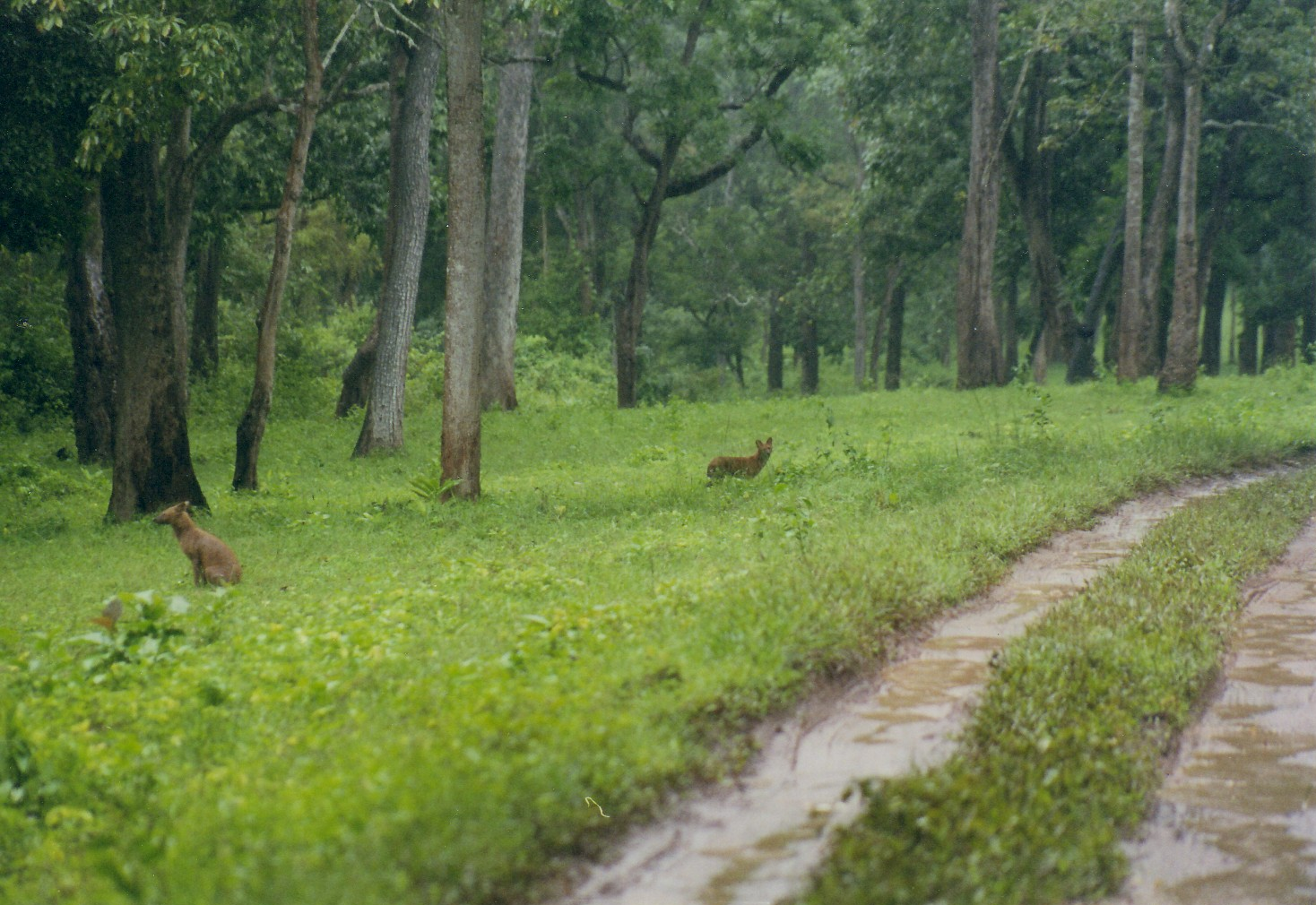
Dhoulové v NP Nagarhole
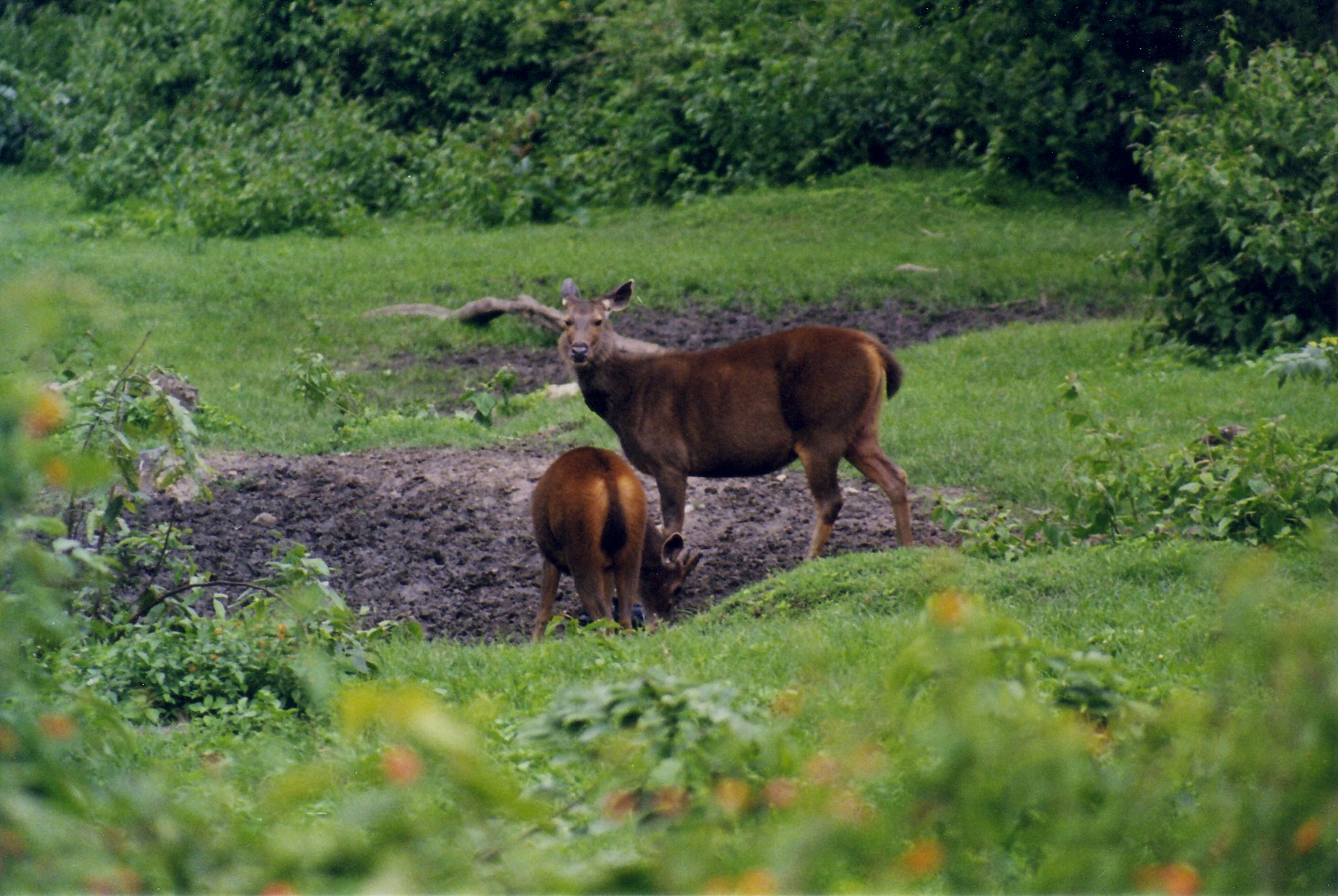
Samice sambara s mládětem